# اس‌اواس (ترانه ریانا)
«اس‌اواس» (به انگلیسی: SOS) تک‌آهنگی از هنرمند اهل باربادوس ریانا است که در ۱۴ فوریه ۲۰۰۶ منتشر شد.